# 胡軫
胡 軫（こ しん、生没年不詳）は、中国後漢時代末期の武将。字は文才。涼州の人。

## 正史の事跡
董卓配下。最初、陳郡太守に任じられた。初平2年（191年）、孫堅が董卓を攻撃するために陽人まで進攻してくると、胡軫は大督護に、呂布も騎督に任命されて、ともにこれを迎撃した。胡軫は武勇には秀でていたが、傲慢なうえ短気であったため、部下からの信頼も薄く、また呂布との仲も悪かった。そのため胡軫軍は戦闘が可能な状態にならず、華雄を討ち取られるなどして、孫堅軍に敗北を喫した（陽人の戦い）。
翌3年（192年）董卓の死後、胡軫は王允の命により徐栄・楊定と共に李傕討伐に向かった。しかし胡軫・楊定は、王允の傲慢な態度に反感を抱いていたため、率先して李傕に降ってしまった。
なお、盧弼『三国志集解』によると、『三国志』魏書張既伝注に引く『三輔決録注』にあげられている司隷校尉の胡軫も、同一人物と記されている。胡軫は着任中に、かねてから仲が悪かった馮翊郡の功曹の游殷（游楚の父）を、冤罪で処刑した。しかしその後一ヶ月余りして、胡軫は病気に罹り「私が悪うございました」と譫言を口走りながら死亡してしまった。胡軫の死を聞いて、人々は游殷を褒め称えたという。

## 物語中の胡軫
小説『三国志演義』では、董卓討伐軍が挙兵したとき、胡軫は華雄の副将として孫堅率いる軍勢を迎え撃つが、その部将程普によって討ち取られている。ただし史実では、華雄の方が胡軫の部下である。